# TNFRSF9
TNFRSF9 (англ. TNF receptor superfamily member 9) – білок, який кодується однойменним геном, розташованим у людей на короткому плечі 1-ї хромосоми.  Довжина поліпептидного ланцюга білка становить 255 амінокислот, а молекулярна маса — 27 899.
| 10         |  | 20         |  | 30         |  | 40         |  | 50         |
| ---------- |  | ---------- |  | ---------- |  | ---------- |  | ---------- |
| MGNSCYNIVA |  | TLLLVLNFER |  | TRSLQDPCSN |  | CPAGTFCDNN |  | RNQICSPCPP |
| NSFSSAGGQR |  | TCDICRQCKG |  | VFRTRKECSS |  | TSNAECDCTP |  | GFHCLGAGCS |
| MCEQDCKQGQ |  | ELTKKGCKDC |  | CFGTFNDQKR |  | GICRPWTNCS |  | LDGKSVLVNG |
| TKERDVVCGP |  | SPADLSPGAS |  | SVTPPAPARE |  | PGHSPQIISF |  | FLALTSTALL |
| FLLFFLTLRF |  | SVVKRGRKKL |  | LYIFKQPFMR |  | PVQTTQEEDG |  | CSCRFPEEEE |
| GGCEL      |  |            |  |            |  |            |  |            |

A: Аланін

C: Цистеїн

D: Аспарагінова кислота

E: Глутамінова кислота

F: Фенілаланін

G: Гліцин

H: Гістидин

I: Ізолейцин

K: Лізин

L: Лейцин

M: Метіонін

N: Аспарагін

P: Пролін

Q: Глутамін

R: Аргінін

S: Серин

T: Треонін

V: Валін

W: Триптофан

Кодований геном білок за функцією належить до рецепторів. 
Локалізований у мембрані.